# Ötödik generációs vadászrepülőgép
Az ötödik generációs vadászrepülőgépek a 21. században kifejlesztett legfejlettebb, gyakran lopakodó technológiájú repülőgépeket foglalja magába. Az Amerikai Légierőben két típus, az F–22 Raptor és az F–35 Lightning II állnak rendszerben.  PAK FA pedig fejlesztés alatt áll. A kínai Chengdu J-20, 2017 szeptemberében lépett állományba a kínai hadsereg légierejénél. Az orosz (indiai együttműködéssel készülő) PAK FA (vagy Szu-57) 2021-ben állt rendszerbe. Ide tartozik a fejlesztés alatt álló KF-21 dél-koreai vadászgép is.
Ezen repülőgépek ötvözik a negyedik generációs vadászrepülőgépek előnyös tulajdonságait, elsősorban a kiváló manőverezőképességet az alacsony észlelhetőséggel. Az észlelhetőség csökkentése miatt fegyverzetük egy részét beépített fegyvertérben hordozzák. Repülési tulajdonságaik elsősorban a hangsebesség felett (tartósan képesek a szuperszonikus sebességtartományban manőverezni, miközben sebességüknek csak kis részét veszítik el a manőverezés miatt) és alacsony sebességeknél (ezt a hajtóművekből kiáramló gázok irányának megváltoztatásával érik el, ez a tolóerő-vektorálás) jobbak a negyedik generációs társaiknál. Ezek a repülőgépek alkalmasak a hálózatalapú hadviselésre, azaz harc közben folyamatosan információkat osztanak meg egymással. A több forrásból (rádiólokátor, infravörös érzékelő, hálózat) érkező információt jelentős feldolgozás után, integráltan képesek a pilóta számára megjeleníteni, ezen képesség elnevezése a szenzorfúzió.